# Euploea core
Euploea core is een grote vlinder uit de familie Nymphalidae.

## Kenmerken
De vlinder heeft een vleugelspanwijdte van 72-90 mm.

## Leefwijze
De vlinders rusten 's nachts in groepen op een beschutte plaats. Dit gedrag komt ook voor bij andere monarchvlinders.

## Verspreiding en leefgebied
Deze vlindersoort komt voor in het Oriëntaals en Australaziatisch gebied.

## Rups en waardplanten
Waardplanten van de rups komen onder andere uit de geslachten Ficus, Nerium, Adenium, Marsdenia, en Hoya

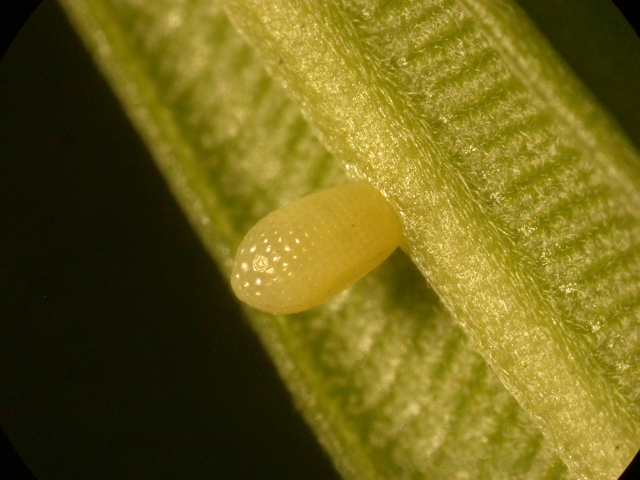
Ei
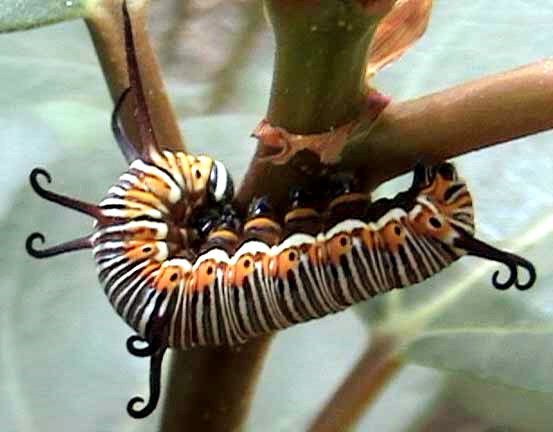
Rups
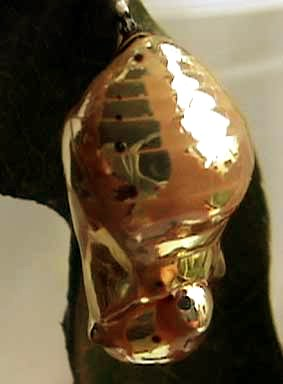
Pop